# Panorama neutral
Panorama neutral es el primer álbum recopilatorio del sello independiente chileno de música alternativa Quemasucabeza, lanzado en 2005 y que agrupa a artistas independientes tales como Gepe, Congelador, Javiera Mena y Shogún, algunos de los cuales han publicado trabajos anteriormente bajo el mismo sello. Varias de las canciones corresponden a temas inéditos.

## Lista de canciones
| Panorama neutral |                                  |                 |          |  |
| N.º              | Título                           | Intérprete      | Duración |  |
| 1.               | «Namás»                          | Gepe            |          |  |
| 2.               | «Comenzar de cero»               | Congelador      |          |  |
| 3.               | «Sol de invierno»                | Javiera Mena    |          |  |
| 4.               | «FM v/s Carl Craig»              | Familea Miranda |          |  |
| 5.               | «Tripanosoma - Espía - Selector» | Mostro          |          |  |
| 6.               | «Enganamí»                       | Fredi Michel    |          |  |
| 7.               | «Anticuco»                       | Dormitorio      |          |  |
| 8.               | «Crece»                          | Barco           |          |  |
| 9.               | «Terneraleón»                    | Dizzlecciko     |          |  |
| 10.              | «A favor de la crítica»          | Diego Morales   |          |  |
| 11.              | «Una vez escuché el silencio»    | Nhur            |          |  |
| 12.              | «Aura»                           | Shogún          |          |  |

## Créditos
Varios
- Rodrigo Santis: grabación de 1, 2, 5, 9, 11.
- Rodrigo Dubó: guitarra adicional en 2.
- Ariel Díaz: grabación de voces y batería en 2.
- Cristián Heyne: productor en 3 y 12.
- Gonzalo González: grabación, mezcla y masterización en 4.
- Fredi Michel: productor en 6.
- Dormitorio: grabación en 7
- Diego Morales: grabación en 10.